# Svaz komunistických stran – Komunistická strana Sovětského svazu
Svaz komunistických stran – Komunistická strana Sovětského svazu (zkratka: SKS – KSSS, rusky Союз коммунистических партий — Коммунистическая партия Советского Союза, СКП – КПСС) je federace komunistických stran z postsovětských republik.

## Historie
Komunistická strana Sovětského svazu byla politickou stranou, která měla v jednotlivých svazových republikách kromě Ruské SFSR své územní organizace (KS Ukrajiny, KS Běloruska, KS Kazašské SSR, ...). Nejednalo se o samostatné politické strany, i když tak navenek vystupovaly. Měly podobný statut jako Komunistická strana Slovenska v rámci KSČ v letech 1948 až 1990. Pod vlivem Gorbačovovy perestrojky se KSSS na svém 28. sjezdu v roce 1990 transformovala z politické strany na svaz komunistických stran jednotlivých svazových republik. Zároveň se utvořila KS Ruské SFSR, protože v rámci KSSS do té doby neexistovala ruská republiková strana.
V listopadu 1991 prezident Boris Jelcin zakázal na území Ruské SFSR činnost KSSS. V roce 1993 se v Moskvě uskutečnil 29. sjezd KSSS, na kterém se strana transformovala do Svazu komunistických stran – Komunistické strany Sovětského svazu. V čele organizace stojí Rada SKS – KSSS. 
Předsedové Rady SKS – KSSS:
- Oleg Semjonovič Šenin (1993–2001)
- Gennadij Andrejevič Zjuganov (od 2001)

## Členské strany
| Stát         | Název strany                         | Poznámka                                                 |
| ------------ | ------------------------------------ | -------------------------------------------------------- |
| Abcházie     | Komunistická strana Abcházie         | zastoupena v parlamentu 5 poslanci                       |
| Arménie      | Arménská komunistická strana         |                                                          |
| Ázerbájdžán  | Komunistická strana Ázerbájdžánu     |                                                          |
| Bělorusko    | Komunistická strana Běloruska        | zastoupena v parlamentu 8 poslanci                       |
| Estonsko     | Komunistická strana Estonska         | strana je v Estonsku zakázána                            |
| Gruzie       | Jednotná komunistická strana Gruzie  | strana je v Gruzii zakázána                              |
| Jižní Osetie | Komunistická strana Jižní Osetie     | zastoupena v parlamentu 8 poslanci                       |
| Kazachstán   | Komunistická strana Kazachstánu      | činnost strany pozastavena do dubna 2012                 |
| Kyrgyzstán   | Strana komunistů Kyrgyzstánu         |                                                          |
| Litva        | Komunistická strana Litvy            | strana je v Litvě zakázána                               |
| Lotyšsko     | Komunistická strana Lotyšska         | strana je v Lotyšsku zakázána                            |
| Moldavsko    | Strana komunistů Moldavské republiky | strana je zastoupena v parlamentu 7 poslanci             |
| Podněstří    | Podněsterská komunistická strana     | strana je zastoupena v Nejvyšším sovětu jedním poslancem |
| Rusko        | Komunistická strana Ruské federace   | strana je zastoupena ve Státní dumě 42 poslanci          |
| Turkmenistán | Komunistická strana Turkmenistánu    | strana je v Turkmenistánu zakázána                       |
| Ukrajina     | Komunistická strana Ukrajiny         | strana je na Ukrajině zakázána                           |
| Uzbekistán   | Komunistická strana Uzbekistánu      | strana je v Uzbekistánu zakázána                         |